# Leijona
Leijona (palabra del idioma finlandés que significa "león") es una marca finlandesa de relojes propiedad de la empresa Oy Perkko. Su historia se remonta a 1907, cuando Johan Werner Lindroos comenzó a importar relojes a Finlandia. La marca pertenece a la familia Perkko desde 1919. Los relojes se fabricaron originalmente en Suiza y, posteriormente, principalmente en Japón y China. En los últimos años, la marca ha reintroducido relojes suizos en sus colecciones, destacando la colección de alta gama Leijona Heritage 1907, desarrollada en colaboración con el relojero Kari Voutilainen.

## Historia
Los orígenes de los relojes Leijona se encuentran en el famoso valle relojero de Val-de-Travers. Los archivos suizos de marcas registradas muestran que el singular logotipo del león con escudo fue registrado inicialmente por el relojero Albert Kenel & Co. en diciembre de 1880 y continuado por Manufacture dHorlogerie Lion SA a partir de 1892.
El relojero Johan Werner Lindroos (1870-1937) comenzó a importar relojes a Finlandia a principios del siglo XX. En 1909 y 1910, se registraron marcas con el nombre finlandés Leijona y una L mayúscula estilizada en el escudo del león, obra de Camille Barré / Montres Lion and Leijona Watch Co.
Perkko Ab adquirió el negocio de J. W. Lindroos en 1919; encargándose de la importación y de la venta minorista de los relojes Leijona (cuya marca le fue transferida).

## Gama de relojes
En el siglo XXI, Leijona es la marca de relojes más popular de Finlandia y cuenta con un catálogo de 350 modelos diferentes. Se presentan nuevos modelos varias veces al año. Combinan influencias de las tendencias internacionales con los estilos finlandeses locales. La colección de relojes de Leijona incluye, entre otros, relojes de pulsera, de bolsillo y de collar.